# 山都町立御岳小学校
山都町立御岳小学校（やまとちょうりつ みたけしょうがっこう）は、熊本県上益城郡山都町にあった小学校。2019年に閉校、山都町立矢部小学校に統合された。

## 沿革
- 1874年（明治7年） - 開校。
- 2005年（平成17年）2月11日 - 蘇陽町、清和村と合併し山都町立御岳小学校に改める。
- 2019年 (令和元年) 3月31日 - 山都町立矢部小学校と統合に伴い閉校。

## 交通
- 熊本バス[馬見原ピストン系統]御岳校前より徒歩3分。

## 関係機関
- 山都町